# 1983 RB2
1983 RB2 är en asteroid i huvudbältet som upptäcktes den 5 september 1983 av den tjeckiske astronomen Zdeňka Vávrová vid Kleť-observatoriet.
Asteroiden har en diameter på ungefär 8 kilometer.